# Templo de Sídney
El Templo de Sídney, Australia es el nombre oficial de uno de los templos construidos y operados por La Iglesia de Jesucristo de los Santos de los Últimos Días (SUD), el número 30 construido por la iglesia, el primero en Australia y el último templo que construiría la iglesia SUD en la última década de menor tamaño y con un diseño de un solo pináculo. El templo está ubicado en Baulkham Hills Shire, un suburbio al norte de la ciudad australiana. El diseño del templo de Sídney es el mismo usado para el templo de Apia, el templo de Tonga y el templo de Santiago de Chile.

## Historia
Se sabe que el primer misionero SUD en arribar a Australia fue en 1840 provenientes de Inglaterra y Escocia. Para 1844 la primera congregación fue organizada en la comunidad de Monteflores. Los siguientes misioneros llegaron al continente desde Estados Unidos en 1851 organizandose ese año la misión en el continente ausrtaliano. Para 1856 el órgano que sería usado por décadas para acompañar el Coro del Tabernáculo Mormón fue transportado hasta el tabernáculo en Salt Lake City por Joseph Cordilleras. Para 1900 la iglesia registraba 300 fieles y una misión formal. La primera capilla fue construida en 1904. El primer presidente de la iglesia mormona en visitar Australia fue David O. McKay en 1955 y para 1970, la iglesia reportaba 25 mil bautizados.
A diferencia de los conversos en Europa que migaron al territorio de Utah en grandes números, los fieles de Australia permanecían en su mayoría en tierras natales. Previo a 1900, viajar de Australia a Utah era puramente para ir a realizar las ceremonias eclesiásticas en el templo. Viajar desde Australia suponía una considerable dificultad financiera para la mayoría de los devotos australianos. El viaje era por Sídney o Melbourne a San Francisco o San Pedro que era mucho más largo y más costoso que ir de Liverpool a Nueva York o Nueva Orleans. A ello se debía agregar el costo de un carro de mano, equipo y suministros para el viaje a través de la Sierra Nevada y el desierto del sur de Utah. El costo podría con facilidad sumar al menos tres veces el costo para una familia británica que consituía la mayoría de los emigrantes entre los pioneros mormones.

## Anuncio
La iglesia había anunciado un templo regional de mayor tamaño para Samoa Americana en Pago Pago. Durante la conferencia general del 2 de abril de 1980 el entonces presidente de la iglesia Spencer W. Kimball anunció públicamente que en lugar de construir un templo conveniente ubicado cerca de un aeropuerto regional, se construirían 4 templos más pequeños y más cercanos de donde se concentraban los fieles. Los nuevos edificios incluían el templo de Sídney, así como el templo de Apia en Samoa, el templo de Papeete en Tahití y el Templo de Nukualofa en Tonga. Seguido del anuncio público, la iglesia buscó un terreno apropiado para su nuevo templo considerando cinco terrenos en la ciudad. La iglesia presentó sus planes a la ciudad considerando con el consejo de autorizaciones el lugar más indicado para el edificio y sus características de construcción y jardinería. La ciudad autorizó la compra y la construcción en un terreno que la iglesia ya poseía en la comuna de Calingford, a poca distancia de Sídney.

## Dedicación
La ceremonia de la primera palada de la construcción del templo de Sídney ocurrió el 13 de agosto de 1982 presidida por el apóstol mormón Bruce R. McConkie y al que asistieron uns 1.500 miembros de la iglesia en Sídney. Dos años después, del 20 al 23 de septiembre de 1984, el entonces presidente de la iglesia SUD, Gordon B. Hinckley dedicó el templo para sus actividades eclesiásticas. Previo a ello, desde el 6 de septiembre al 18 de septiembre de ese mismo año, la iglesia permitió un recorrido público de las instalaciones y del interior del templo al que asistieron más de 24.000 visitantes. Para el momento de su dedicación, Australia tenía poco más de 70 mil fieles SUD quienes debían viajar, algunos distancias equivalentes a viajar desde Nueva York hasta San Francisco o de Londres al norte de África, para realizar sus ordenanzas y ceremonias en el templo. A pesar de la distancia, en promedio, cada australiano que poseía una recomendación para el templo realizó siete sesiones de la investidura en 1986. En Sídney, donde está situado el templo y como era de esperarse por la más corta distancia, el promedio fue un poco más de una investidura por mes. 
En 1985, los miembros SUD de Australia realizaron la investidura en su propio templo por 41.341 personas fallecidas y enviaron al templo de Sídney 53.889 nombres de ancestros fallecidos para ser procesados, haciéndolo uno de los pocos templos de la Iglesia en los años 1980, que era totalmente autosuficiente en el procesamiento de nombres para la participación de quienes visitaban el templo. Para 1994 se hacía más historia familiar y se encontraban la mayor cantidad de Centros de Historia Familiar per cápita que en la mayoría de las otras áreas de la Iglesia. Más del 80 por ciento de la labor realizada en el Templo de Sídney se hace a partir de los apellidos generados en Australia.

## Construcción
Los planes para la construcción de un templo en Australia se anunciaron en la conferencia general de la iglesia SUD el 2 de abril de 1980. La construcción se demoró por dos años y medio, con ciertos conflictos iniciales con el consejo de la ciudad relacionado con códigos del templo y la estatua de Moroni que, inicialmente, no estaba incluida en los planos. El templo se construyó en un terreno de 12.000 m² que la iglesia ya poseía y donde originalmente se asentaba una escuela, ubicado en los suburbios de Carlingford, alrededor de 12 millas al noroeste del centro de Sídney en el estado de Nueva Gales del Sur. El templo se construyó sobre una colina del que se ve la ciudad industrial de Sídney, de más de 4 millones de habitantes, así como las Montañas Azules. El lugar es reconocido por lo tranquilo de la zona, el cual es considerablemente embellecido por el galardonado paisajismo incluyendo enormes eucaliptos que perpetúan forma y color durante todo el año. La iglesia usó tejas azules para el techo, igual que el diseño del templo de Papeete.
El templo de Sídney tiene un total de 2,850 metros cuadrados de construcción, cuenta con dos salones para las ordenanzas SUD y tres salones de sellamientos matrimoniales. La arquitectura exterior es una adaptación moderna de un diseño clásico de un pináculo, construido de granito Asa Branca extraído del estado brasileño de Ceará. Debido a un fallo por el gobierno local, el templo fue dedicado sin una estatua del ángel Moroni. La sentencia fue anulada un año más tarde, y la estatua se izó en su lugar en la cima del pináculo el 3 de septiembre de 1985. El templo comparte el terreno con las oficinas administrativas de la Iglesia en la región y un edificio para alojamiento de visitantes distantes.
Al templo, por su cercanía a las comunidades, también asisten miembros provenientes de Canberra, Liverpool (Australia), Newcastle y Penrith, así como Port Moresby y otras ciudades de Papúa Nueva Guinea incluyendo islas como Daru.